# Gus
Gus är ett mansnamn som härstammar från forniriskans gusmhar eller gusair i betydelsen styrka eller kraft men även från ordstammen gustu- i betydelsen val/välja. Gus är också kortform för namn såsom Angus, August och Gustaf.

## Statistik
Den 31 december 2019 fanns det enligt SCB i Sverige totalt 76 män med förnamnet Gus, varav 45 som tilltalsnamn. Den 18 augusti 2024 fanns det enligt Skatteverket i Sverige totalt 88 personer med förnamnet Gus.

## Personer och karaktärer med förnamnet
- Gus Backus,  (Donald Edgar Backus, 1937 - 2019), amerikansk sångare.
- Gus Bilirakis, amerikansk politiker.
- Gus Dahlström, svensk skådespelare, komiker, kompositör och textförfattare.
- Gus Dudgeon, (Angus Boyd Dudgeon, 1942 – 2002), brittisk musikproducent.
- Gus Dur, (Abdurrahman Wahid, 1940 - 2009), indonesisk politiker.
- Gus Forslund, (Gustaf Oliver Forslund, 1906 - 1962), en svensk-kanadensisk ishockeyspelare.
- Gus G., (Kostas Karamitroudis), grekisk musiker.
- Gus Greenbaum, (1894 - 1958), amerikansk bookmaker och hotellchef med maffiaanknytning.
- Gus Grissom, (Virgil Ivan Grissom, 1926 - 1967), amerikansk astronaut.
- Gus Hall, (Arvo Kustaa Halberg, 1910 - 2000), amerikansk politiker.
- Gus Hansen, (Gustav Hansen), dansk pokerspelare.
- Gus Higgins, (Gustaf Henning Higgins ursprungligen Lindström, 1863 - 1909), svensk-amerikansk tecknare, målare, dekorationsmålare och poet.
- Gus Hutchison (Augustus Hutchison), amerikansk racerförare.
- Gus Kahn, (Gustav Gerson Kahn, 1886 – 1941), amerikans textförfattare.
- Gus Kenworthy, amerikansk freestyleåkare.
- Gus Lesnevich (Gustav George Lesnevich, 1915 - 1964), amerikansk proffsboxare.
- Gus Leander, (Gustav Egron Leander, 1909 - 1980), svensk reklamtecknare.
- Gus Morgan, fiktiv person i Klas Östergrens bok Gentlemen.
- Gus Mortson, (James Angus Gerald Mortson, 1925 - 2015), kanadensisk ishockeyspelare.
- Gus Morris, (Gustaf Wilhelm Wahlenius, 1899 - 1973), svensk banktjänsteman, sångtext- och manusförfattare.
- Gus Poyet, (Gustavo Augusto Poyet Domínguez), uruguayansk fotbollsspelare.
- Gus Pope, (Augustus Russell Pope, 1898 - 1953), amerikansk friidrottare.
- Gus Van Sant, amerikansk filmregissör.
- Gus, en av mössen i Disneys filmatisering av Askungen år 1950. Han förekommer senare i andra sammanhang i serietidningar.
- Gus, seriefigur tecknad av Gunnar Persson.